# Coll de Nargó (kommun)
Coll de Nargó är en kommun i Spanien.   Den ligger i provinsen Província de Lleida och regionen Katalonien, i den nordöstra delen av landet, 500 km öster om huvudstaden Madrid. Antalet invånare är 595. Arean är 151 kvadratkilometer. Coll de Nargó gränsar till Abella de la Conca, Cabó, Organyà, Fígols i Alinyà, Oliana, Peramola, La Baronia de Rialb och Isona i Conca Dellà. 
Terrängen i Coll de Nargó är kuperad söderut, men norrut är den bergig.